# Comunidade quilombola Caimbongo
Caimbongo é uma comunidade remanescente de quilombo, população tradicional brasileira, localizada no município brasileiro de Cachoeira, na Bahia. O território foi certificado como remanescente de quilombo (reminiscências históricas de antigos quilombos) em 2004, pela Fundação Cultural Palmares.
Esta comunidade teve o Relatório Antropológico de contextualização histórica e geográfica do Território da Comunidade Quilombola financiado pela União Europeia, realizado pela Universidade Federal do Recôncavo da Bahia (UFRB), a Cooperação para o Desenvolvimento dos Países Emergentes (COSPE) e o Centro de Educação e Cultura Vale do Iguape (CECVI). Foi iniciado em 2017 e entregue em 2020. Mas ainda está com a situação fundiária em análise (não titulada) no INCRA.

## Tombamento
O tombamento de quilombos é previsto pela Constituição Brasileira de 1988, bastando a certificação pela Fundação Cultural Palmares:
Art. 216. Constituem patrimônio cultural brasileiro os bens de natureza material e imaterial, tomados individualmente ou em conjunto, portadores de referência à identidade, à ação, à memória dos diferentes grupos formadores da sociedade brasileira [...]
§ 5º Ficam tombados todos os documentos e os sítios detentores de reminiscências históricas dos antigos quilombos.
Portanto, a comunidade quilombola de Caimbongo é um patrimônio cultural brasileiro, tendo em vista que recebeu a certificação de ser uma "reminiscência histórica de antigo quilombo" da Fundação Cultural Palmares no ano de 2004.

## Situação territorial
A falta do título da terra (regularização fundiária) cria para as comunidades quilombolas uma dificuldade de desenvolver a agricultura, além dos conflitos com os fazendeiros de suas regiões e a impossibilidade de solicitar políticas sociais e urbanas para melhorias de condições de vida, como infraestrutura urbana de redes de energia, água e esgoto.

Povos Tradicionais ou Comunidades Tradicionais são grupos que possuem uma cultura diferenciada da cultura predominante local, que mantêm um modo de vida intimamente ligado ao meio ambiente natural em que vivem. Através de formas próprias: de organização social, do uso do território e dos recursos naturais (com relação de subsistência), sua reprodução sócio-cultural-religiosa utiliza conhecimentos transmitidos oralmente e na prática cotidiana.